# Ocyceros
Ocyceros é um gênero de aves da família Bucerotidae.
As seguintes três espécies são reconhecidas:
- Calau-malabar, Ocyceros griseus (Latham, 1790)
- Calau-do-ceilão, Ocyceros gingalensis (Shaw, 1812)
- Calau-indiano, Ocyceros birostris (Scopoli, 1786)